# Mattis Ranseen
Mattis Ranseen, född 6 april 1845 i Jämshögs socken, död 24 augusti 1920 i Chicago, var en svenskamerikansk präst.
Mattis Ranseen var son till lantbrukaren Carl Magnus Ranzin. Han emigrerade 1867 till USA, genomgick Augustana Theological Seminary i Paxton, Illinois och prästvigdes 1871. Han var pastor i Dayton, Iowa 1871–1873, missionär i Keokuk, Iowa 1873 samt pastor i Elgin, Illinois 1873–1875 och i Ottumwa, Iowa 1875–1879. 1879 blev han pastor i Getsemanekyrkan i Chicago. 1910–1920 var Ranseen pastor i Nebo Swedish Lutheran Church i Chicago. Han innehade en mängd förtroendeuppdrag, bland annat var han i olika perioder president för Iowakonferensen, i tio år vicepresident för Augustanasynoden samt 1899–1903 president i General Council of the Evangelical Lutheran Churches.